# Desa (Dolj)
Pour les articles homonymes, voir Desa.
Desa est une commune du județ de Dolj en Roumanie.